# باول ميرفي
باول ميرفي (16 مارس 1954 في المملكة المتحدة - ) هو لاعب كرة قدم بريطاني في مركز الهجوم. لعب مع نادي روذرهام يونايتد ونادي أشينغتون ‏ ونادي ووركينغتون.